# The Advocate
The Advocate je americký měsíčník pro homosexuální komunitu. Byl založen v roce 1967 a je nejstarším časopisem pro gay, lesbickou, bisexuální a transgenderovou komunitu ve Spojených státech amerických.

Webová stránka časopisu obsahuje přibližně třicet procent obsahu tištěného čísla a je denně obnovována.

## Historie
The Advocate vyšel poprvé jako místní informační buletin vydávaný aktivistickou skupinou PRIDE (z angl. Personal Rights in Defense and Education) v Los Angeles v Kalifornii. Vydání tohoto bulletinu bylo vyvoláno policejním zásahem v baru pro homosexuální komunitu Black Cat. Původní název byl The Los Angeles Advocate. V roce 1969 noviny změnili své jméno na The Advocate a byly distribuovány celonárodně. 

Roku 1974 noviny koupil investiční bankéř ze San Franciska David Goodstein a ten noviny změnil na národní zpravodajský časopis o událostech, které byly důležité pro homosexuální a trnasgenderovou komunitu a jež pojednávaly o hnutí za práva homosexuálů, o umění a o kultuře. Goodstein rovněž snížil množství reklamy orientované na homosexuály a přitáhl sponzory z hlavního proudu.

Goodstein a dr. Rob Eichberg vytvořili rovněž ediceshopy, které měly cvičit v sebepřijetí a toleranci a v povědomí o homosexuální komunitě.

Goodstein zemřel v roce 1985 a krátce po jeho smrti se časopis změnil co do velikosti (získal standardní velikost časopisu). V roce 1992 přestal časopis zveřejňovat sexuálně explicitní reklamy. Na podobu časopisu měly vliv i různé akvizice a spojení. Časopis nyní vydává LPI Media divize americké televizní sítě here!, která se zaměřuje na homosexuální a transgenderovou komunitu.

V roce 2010 společnost Here Media spojila distribuci The Advocate a časopisu Out.

## Přispěvatelé
- Calpernia Addams
- Alison Bechdel
- Adam Block
- Chaz Bono
- Kate Clinton
- Howard Cruse
- Gerard Donelan
- Benoit Denizet-Lewis
- David Ehrenstein
- David Francis
- Michael Joseph Gross
- Allan Gurganus
- Janis Ian
- Josh Kilmer-Purcell
- James Kirchick
- Tony Kushner
- Lance Loud
- Ryan Murphy
- Owen O'Brien
- Robert Opel
- Christopher Rice
- B. Ruby Rich
- Gabriel Rotello
- Vito Russo
- Randy Shilts
- Michelangelo Signorile
- Donald Spoto
- Andrew Sullivan
- Urvashi Vaid
- Bruce Vilanch
- Kenji Yoshino
- Geoff Gordon